# Melencolia I

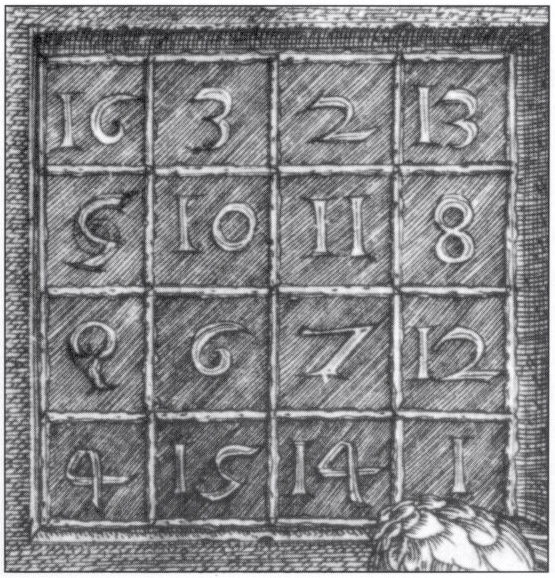
Il quadrato magico

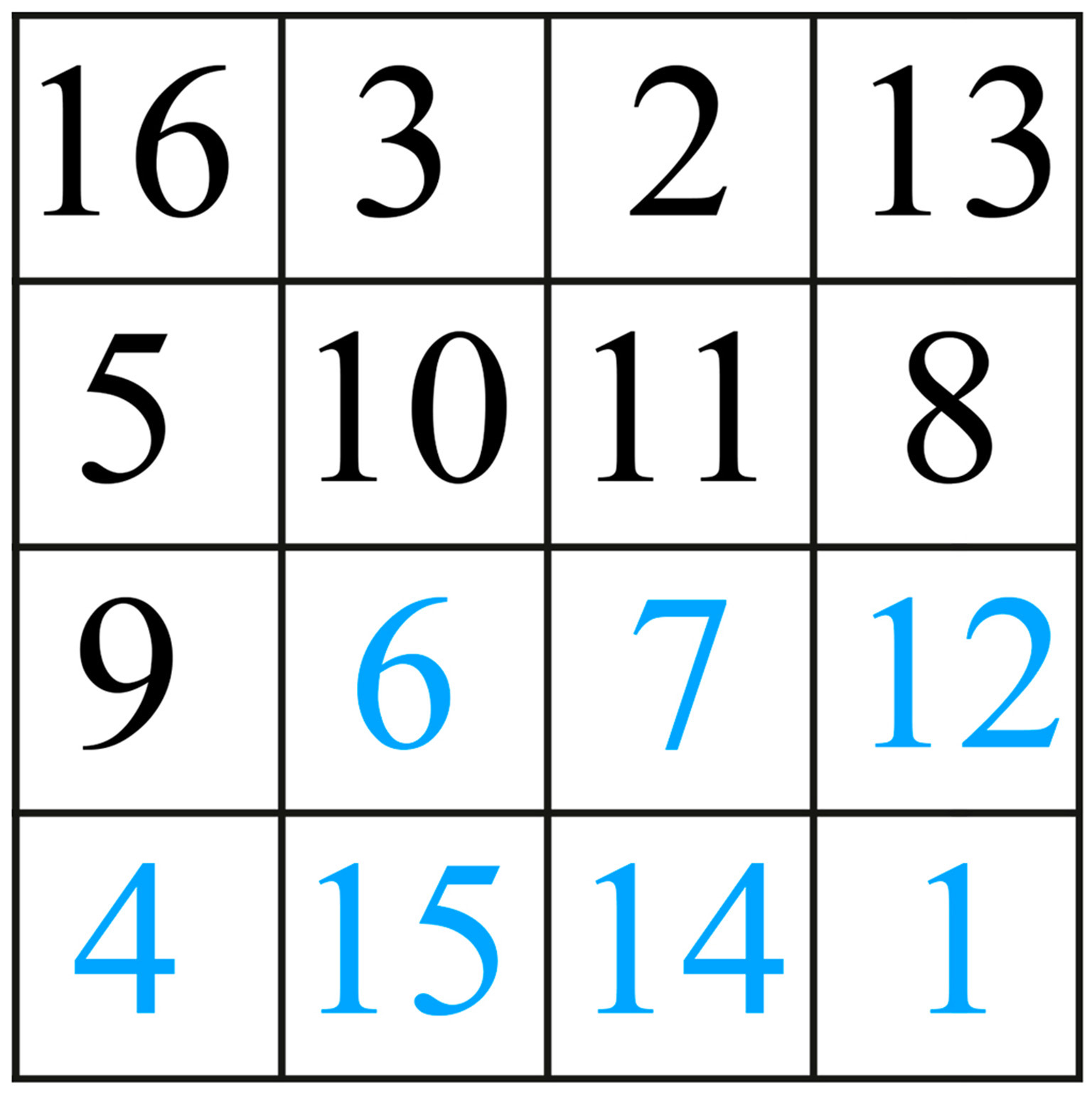
Quadrato magico "a Gjove" Completamento grafico con cifre in colore blu del quadrato magico dedicato “a Gjove”, secondo le indicazioni fornite da Luca Pacioli in De viribus quantitatis, Parte prima, Delle forze numerali cioe de Arithmetica, Cap. LXXII, i [f. 118v] – Illustrazione in Ezio Fiorillo, Melencolia § II, p. 81.

Melencolia I o Melancholia I è un'incisione a bulino (23,9x18,9 cm) di Albrecht Dürer, siglata e datata al 1514 e conservata, tra i migliori esemplari esistenti, nella Staatliche Kunsthalle di Karlsruhe. L'opera, densa di riferimenti esoterici, tra cui il quadrato magico, è una delle incisioni più famose del norimberghese.

## Descrizione e stile
L'incisione fa parte del trittico detto Meisterstiche, con il San Girolamo nella cella e Il cavaliere, la morte e il diavolo, realizzato tra il 1513 e il 1514. Sebbene non legate dal punto di vista compositivo, le tre incisioni rappresentano tre esempi diversi di vita, legati rispettivamente alle virtù morali, teologiche e intellettuali.
Ritrae una figura alata seduta con aria pensosa davanti a una costruzione di pietra circondata da strani oggetti, simboli appartenenti al mondo dell'alchimia: una bilancia, un cane scheletrico, attrezzi da falegname, una clessidra, un solido geometrico (un "troncato romboedrico" o "poliedro Dürer"), un putto, una campana, un coltello, una scala a pioli. L'opera simbolicamente rappresenta, in termini alchemici, le difficoltà che si incontrano nel tentativo di tramutare il piombo (anime delle tenebre) in oro (anime che risplendono).
Secondo la tradizione astrologica l'ambito alchemico era dominato dal pianeta Saturno, ed era legato al sentimento della malinconia, quindi al temperamento melanconico. Altri elementi che suscitano tale emozione sono l'arcobaleno e la cometa. Le chiavi rappresentano la conoscenza, in grado di liberare l'uomo dal suo stato melanconico. La stessa cosa produce la luce, simbolo di speranza, che spazza le tenebre e allontana il pipistrello, animale notturno per eccellenza, che non a caso tiene tra gli artigli l'iscrizione Melencholia I.
Si tratta quindi di un vero e proprio compendio del pensiero dell'artista sull'arte e sull'animo umano.
Esiste un raro primo stato della stampa in cui la cifra "9" del quadrato magico risulta disegnata a rovescio.

## Il quadrato magico
Il quadrato magico contenuto nell'opera è molto complesso. Infatti non è solo la somma dei numeri delle linee orizzontali, verticali e oblique a dare 34 ma anche la somma dei numeri dei quattro settori quadrati in cui si può dividere il quadrato e anche i quattro numeri al centro, se sommati danno 34. Così come i quattro numeri agli angoli.
Inoltre se si prende un numero agli angoli e lo si somma con il numero a lui opposto si ottiene 17, proprio come i numeri ai lati e nei numeri opposti, nel quadrante centrale (infatti se si addiziona 15+2, 14+3, 12+5, 9+8, 6+11, 10+7, viene sempre 17). Inoltre se si prendono i numeri centrali dell'ultima riga si trova il numero 1514, anno in cui è stata creata l'opera. È citato nell'opera letteraria Dottor Faustus di Thomas Mann, nel romanzo Il simbolo perduto di Dan Brown e nel film Bianca di Nanni Moretti.
Sorprendentemente il numero 34 del quadrato magico «compare per ben sedici volte, quanto il numero totale dei riquadri. Una proprietà questa che figura anche nella Tabula Jovis di Henricus Cornelius Agrippa di Nettesheim, ma che è stata da molti inavvertita, forse perché non compare nell’elenco delle sue caratteristiche, redatto dall’autore stesso. La caratteristica delle somme di ciascuna zona è condivisa anche dai quadrati analoghi di Mescupolo e Paracelso. Nonostante la similarità con questi, il quadrato magico di Melencolia § I non pare scelto per seguire una tradizione ermetica. L’esclusività sottaciuta di questo tipo di quadrato può essere il motivo della dedica a Giove (privilegiato tra gli dei e il più grande dei pianeti) e della scelta di Dürer. In verità, la sua fonte più attendibile si trova nella descrizione che Luca Pacioli offre come curiosità amena [“ligiadro solazo” (f. 122r)], attribuendone l’origine a supremi astronomi, “Ptolomeo al humasar ali, al fragano, Geber, et gli altri tutti”, i quali “a Giove [pianeta]  hanno dicata la figura de .4. casi per facia con numeri situati ch’ per ogni verso ut supra fanno .34. cioe .16.3.2.13. elasse’quente .5.10.11.8. el .3°.9. [etc.] co’mo vedi in margine”. »  Il quadrato magico di Melencolia § I rappresenta un esercizio gioviale (lat. iovialis, da Iovis) per contrastare gli influssi della malinconia. In basso al centro, l’unione delle cifre 15 e 14 indica un anno molto triste.